# Pedro II da Valáquia
Pedro II, cognominado O dos Brincos (Antes de 26 de Dezembro de 1557 - Março de 1590) foi Príncipe da Valáquia entre 23 de Julho de 1583 e 16 de Abril de 1585. Era filho de Pătrașcu o Bom e da sua primeira esposa, Voica, e meio-irmão de Miguel, o Valente. Sendo poliglota e um poeta secundário, Pedro ficou conhecido pelos seus versos em Toscano. 

## Biografia

### Primeiros anos
Pedro passou os primeiros anos da sua vida em grandes viagens, tentando ganhar apoio para conseguir o trono valaquiano. O facto é que, em 1579, recebeu apoio incondicional do Reino de França. As joias que usava, o que redundou no seu cognome, levou a especulações que terá pertencido ao grupo de favoritos de Henrique III de França. Está também provado que Henrique intercedeu junto do Império Otomano, para que Pedro subisse ao trono valaquiano.
Pedro viajou para Istambul em 1581, com o embaixador francês, passando por had Veneza e Ragusa. A sua estadia no Império Otomano foi marcada pela intriga, que dirigiu contra Catarina Salvaresso, mãe do Príncipe Mihnea, o Turco. A 23 de Julho de 1583, Catarina e Mihnea foram depostos. Para melhor convencer o governante otomano, Pedro dera-lhe todo o seu apoio diplomático e também 80 000 ducados, sendo 1/4 dessa quantia paga naquele momento. Assim, Mihnea e Catarina foram forçados ao exílio em Trípoli.

### Reinado
Após uma curta estadia em Adrianópolis, o novo príncipe entrou em Bucareste a 19 de Agosto de 1583, acompanhado por um séquito de estrangeiros. Ele tentou substituir alguns boiardos por membros da sua própria corte, ordenando para isso a morte de vários deles. Ao mesmo tempo, Pedro subiu as taxas, ação que foi motivada não só pela sua larga dívida, mas também porque subiu ao trono na condição de não cessaro s pagamentos devidos ao deposto Mihnea. Por outro lado, Pedro juntara também uma grande fortuna, avaliada em mais de meio milhão de scudi em 1583.
Pedro expandiu e melhorou a Corte de Târgoviște (atualmente em ruínas), e construiu, em 1584 a Casa do Príncipe, um pequeno palácio inspirado na construção da Renascença, assim como a Igreja do Príncipe. Estabeleceu também na cidade uma fundição de canhões de bronze.

### Queda e morte
O exílio de Mihnea e Catarina não durou muito mais. Catarina, inteligente e astuta, oferece vários presentes aos oficiais do sultão para que estes o convencessem a devolver o trono a Mihnea. Este, após pagar 700 000 scudi para ter Pedro II removido do trono, teve de aumentar a receita fiscal e especialmente o aluguer, que chegou a níveis bastante altos, na sua chegada a Bucareste. Estas manobras, conjugadas coma hostilidade de alguns turcos, permitiram o declínio do governo de Pedro. Ele ainda tentou fugir do país com a sua fortuna, a 6 de Abril de 1585, evitando ser apanhado pelos turcos. Chegou à Transilvânia para ser preso em Mediaş por ordens de Sigismundo Báthory, após ser abandonado pelo seu séquito. Os seus pertences foram-lhe confiscados e foi preso em Maramureş.
Em 1587, Pedro tentou escapar, escorregando por uma corda para fora da janela da prisão. Viajou para Varsóvia e depois paraViena, atingindo Roma, onde conseguiu o apoio do Papa Gregório XIV paraa sua causa. Henrique III de França assegurou-o da sua proteção, e Pedro foi para Istambul, chegando lá em Julho de 1589. Tentou uma vez mais, através da intriga, retirar Mihnea do poder, mas ele provou ser um oponente temível: Pedro acabou preso em Yedikule. Mihnea prometeu então ao Grão-Vizir tantas moedas de ouro quantas aquelas que 600 cavalos poderiam carregar, em troca de ter Pedro morto, pedido esse que foi concretizado pelo sultão.  Em Março de 1590, Pedro embarcou num navio, com o pretexto de o enviar para o exílio em Rodes, sendo aí decapitado.